# Горбунов, Матвей Прокопьевич
Матвей Прокопьевич Горбунов (1915—1968) — советский деятель сельского хозяйства, Герой Социалистического Труда (1948).

## Биография
Родился в 1915 году. Происходил из семьи крестьян. 
До начала войны в течение двух лет руководил полеводческой бригадой. 
Участвовал в Великой Отечественной войне. Был призван Болотнинским райвоенкоматом в 1941 году. Воевал в составе 561-го армейского артиллерийского полка и 794-го гаубичного артиллерийского полка. Участвовал в 1942 году в боях под Новгородом, в основном в районе села Захарьино и города Малая Вишера. Имел звание младшего сержанта, также был в армии поваром. 
После возвращения с фронта в 1945 году вернулся к трудовой деятельности в колхозе «Новый городок» (Мануйловский сельский совет) (по некоторым данным стал с 1943 года руководить бригадой). Добился высокой урожайности пшеницы (его бригадой было собрано по 30,7 центнера с одного гектара на площади 40 га). За свои достижения в данной отрасли в 1948 году получил звание Героя Социалистического Труда, тем самым став первым в Болотнинском районе обладателем звания.  
Умер в 1968 году.